# Salem (gruppo musicale statunitense)
I Salem, a volte riportati con la grafia S4LEM e SALEM, sono un gruppo musicale statunitense.
Vengono inseriti fra i pionieri della scena witch house, stile che inventarono fondendo atmosfere delicate ai ritmi del southern rap.

## Discografia

### Album in studio
- 2010 – King Night
- 2020 – Fires in Heaven

### Extended play
- 2008 – Yes I Smoke Crack
- 2009 – Water
- 2011 – I'm Still in the Night

### Singoli
- 2009 – Ohk
- 2009 – Frost
- 2009 – Babydaddy/S.A.W. (singolo split con i Tanlines)
- 2010 – Asia

### Mixtapes
- 2020 - Stay Down